# Hachalu Hundessa

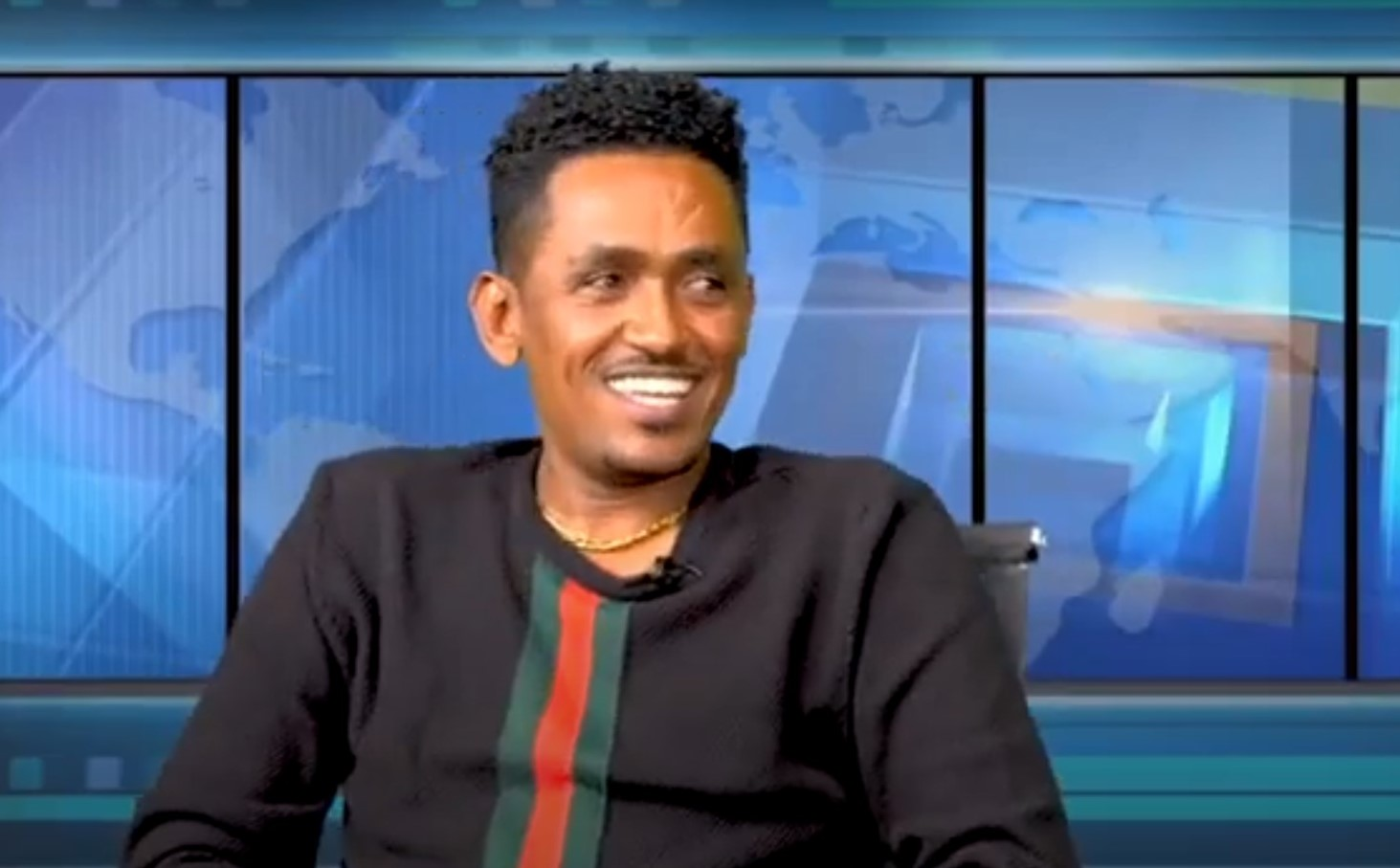
Hachalu Hundessa

Hachalu Hundessa (Oromo: Haacaaluu Hundeessaa; amharisch: ሀጫሉ ሁንዴሳ) (* 1985 in Ambo; † 29. Juni 2020 in Addis Abeba) war ein äthiopischer Musiker und Aktivist.

## Kindheit, Jugend und Verhaftung
Hachalu Hundessa wurde 1985 in der Stadt Ambo in der Oromia Region als Sohn von Gudatu Hora und Hundessa Bonsa geboren. Er gehörte der Ethnie der Oromo an. Bereits in der Kindheit und Schule sang er und kümmerte sich zu Hause um das Vieh.
Im Jahr 2003 nahm der Siebzehnjährige an Protesten teil, in deren Folge er verhaftet und bis 2008 für fünf Jahre eingesperrt war.

## Musikkarriere
Hundessa schrieb und textete die meisten Lieder seines ersten Albums im Gefängnis. Das Album Sanyii Mootii wurde 2009 veröffentlicht. 2013 tourte er durch die USA und veröffentlichte sein zweites Album, Waa’ee Keenyaa, das zum meistverkauften afrikanischen Musikalbum auf Amazon wurde.
Hundessas Protestlieder vereinten die Oromo und ermutigten sie, sich der Unterdrückung zu widersetzen. Seine Songs sind eng mit den Protesten verbunden, die 2015 begannen. Seine Ballade Maalan Jira (Welche Existenz gehört mir) befasste sich mit der Vertreibung der Oromo aus Addis Abeba. Monate nach der Veröffentlichung der Single im Juni 2015 kam es in der gesamten Region Oromia zu Protesten gegen den Addis Abeba-Masterplan. Das Lied wurde eine Hymne für die Demonstranten sowie eines der meistgesehenen Oromo-Musikvideos.
Im Dezember 2017 sang Hundessa auf dem bis dahin größten durch Oroma organisierten Konzert in Addis Abeba, bei dem Spenden für 700.000 Oromo gesammelt wurden, die innerhalb Äthiopiens vertrieben wurden.

## Ermordung
Im Juni 2020 berichtete Hundessa, unter anderem in einem Interview bei dem von Jawar Mohammed geleiteten Oromia Media Network, von Morddrohungen gegen ihn. Am Abend des 29. Juni 2020 wurde er in Addis Abeba niedergeschossen und in das Tirunesh Beijing General Hospital gebracht, wo er seinen Verletzungen erlag. Hunderte von Anteilnehmenden versammelten sich am Krankenhaus. Als die Polizei Tränengas einsetzte, um die Menschenmenge zu zerstreuen, kam es in der Folge tagelang zu landesweiten Protesten und Ausschreitungen, bei denen mindestens 166 Menschen starben. Die Polizei verhaftete mehrere Personen, die sie in Verbindung mit dem Mord brachte.
Am 30. Juni 2020 wurde das Internet für einen Großteil Äthiopiens abgeschaltet, eine Maßnahme, die die Regierung zuvor ebenfalls bei Unruhen und Wahlen ergriffen hatte. Am selben Tag wurde in London eine Statue des ehemaligen äthiopischen Führers Haile Selassie in Londons Stadtteil Wimbledon zerstört. In Harar wurde die Statue des Prinzen Makonnen Wolde Mikael, eines Militärs unter dem äthiopischen Kaiser Menelik II., von ihrem Sockel gerissen. Äthiopiens Premierminister Abiy Ahmed drückte Hundessas Familie sein Beileid aus und drängte auf Ruhe inmitten wachsender Unruhen.
Als die Demonstranten darauf bestanden, dass Hachalu Hundessa in Addis Abeba beigesetzt werde, der Leichnam aber gemäß dem Wunsch seiner Familie nach Ambo überführt wurde, überfiel Jawar Mohammed mitsamt seinen Anhängern und Wachen den Transport. Dieser Überfall wurde durch die äthiopische Bundespolizei gestoppt, wobei ein Polizist ums Leben kam. 35 Personen, einschließlich Jawar, wurden festgenommen und mehrere Schusswaffen (darunter Kriegswaffen) sichergestellt.
Zwei Männer gestanden schließlich, Hundessa ermordet zu haben. Der Mord soll als Teil einer Verschwörung zum Sturz der Regierung fungiert haben, für die eine der Oromo-Befreiungsfront nahestehende Rebellengruppe verantwortlich sein soll. Ein dritter Verdächtiger gilt noch als flüchtig. Die äthiopische Regierung warf der Volksbefreiungsfront von Tigray vor, die Proteste nach dem Tod des Musikers bewusst für gewaltsame Konflikte instrumentalisiert zu haben.